# Sergei Iwanowitsch Pitschugin
Sergei Iwanowitsch Pitschugin (russisch Сергей Иванович Пичугин; * 1881 in Sergijew Possad; † 1971 in Moskau) war ein russischer Maler.

## Leben
Pitschugin studierte in Moskau an der Schule für Malerei, Bildhauerei und Architektur, u. a. bei Konstantin  Korowin. Er wurde Mitglied der Genossenschaft der künstlerischen Wanderausstellungen. 1923 fertigte Pitschugin ein Porträt von Leo Trotzki an. Nach Stalins Machtübernahme versteckte er es unter einem weißen Karton, wo es seine Familie erst viele Jahrzehnte später, nach seinem Tod, entdeckte. Es befindet sich heute in der David King Collection.